# میلوراد یانوش
میلوراد یانوش (به صربی: Миролад Јањус) (زادهٔ ۱۵ ژوئیه ۱۹۸۲ در نووی ساد) بازیکن فوتبال اهل صربستان می‌باشد.

## افتخارات
- لیگ برتر ایران
- قهرمانی در لیگ برتر فوتبال ایران ۹۰-۱۳۸۹ به همراه تیم سپاهان اصفهان